# Ронкин, Валерий Ефимович
Валерий Ефимович Ронкин (3 августа 1936, Ленинград — 31 мая 2010, Санкт-Петербург) — советский диссидент, политический заключённый, инженер, публицист, поэт.

## Биография
Родился в семье военнослужащего, во время Великой Отечественной войны находился с матерью в эвакуации в Архангельской и Мурманской областях.
В 1959 году окончил Ленинградский технологический институт, работал в организации  «Оргнефтезаводы». В 1963 году поступил на заочное отделение факультета экономики ЛГУ, с 1964 года работал в ВНИИСК им. Лебедева.
В 1963 году в соавторстве с другом Сергеем Хахаевым написал работу «От диктатуры бюрократии к диктатуре пролетариата», в 1964–1965 годах вместе с друзьями занимался распространением листовок, выпустил два номера самиздатского журнала «Колокол».
12 июня 1965 года был арестован по обвинению в антисоветской агитации и пропаганде, а также участии  в антисоветской организации. 26 ноября 1965 года Ленинградский городской суд приговорил его к 7 годам лишения свободы и 3 годам ссылки.
Отбывал заключение в ИТК строгого режима в Мордовии, в 1969–1972 годах содержался во Владимирской тюрьме. В 1972–1975 годах находился в ссылке в посёлке Нижняя Омра Троицко-Печерского района Коми АССР, где работал плотником. 
После освобождения из ссылки поселился в городе Луга, где работал слесарем на заводе бытовой химии, а с 1979 года — технологом абразивного завода. В 1979 году Ронкин в соавторстве с также осуждённым по делу «Колокола» Сергеем Хахаевым опубликовал в самиздатском журнале «Поиски» статью «Прошлое и будущее социализма», заканчивавшуюся постановкой задач для социал-демократических движений в тоталитарных странах: «добиться осуществления прав и свобод, поставить прессу на службу обществу, а не правящим классам, организовать мощное независимое профсоюзное движение и сделать идеалы социализма достоянием широких масс, очистив их от реакционных сторон и противопоставив псевдосоциалистической тоталитарной идеологии».
В 1989 году участвовал в предвыборной кампании кандидата в народные депутаты СССР Александра Оболенского.
Опубликовал ряд публицистических статей в прессе, писал стихи, в том числе в заключении, написал и опубликовал воспоминания «На смену декабрям приходят январи…» (М.: Звенья, 2003).
С 2004 года до смерти жил в Санкт-Петербурге.